# Ecphylus hansoni
Ecphylus hansoni är en stekelart som beskrevs av Marsh 2002. Ecphylus hansoni ingår i släktet Ecphylus och familjen bracksteklar. Inga underarter finns listade i Catalogue of Life.